# 便條紙 (應用程式)
便條紙（英語：Stickies）是麥金塔作業系統上的應用程式，可以當成便利貼（Post-it note）使用。可記錄備忘錄或其它的剪貼資料。第一版的便利貼是蘋果公司員工Jens Alfke在System 7.5作業系統發展的，同時適用於麥金塔作業系統。便條紙逐漸加強透明化與3D的特色。到了Mac OS X v10.4，便條紙成為Dashboard的一個元件（widget）。